# María Antinea
María Antinea (17 de junho de 1915 - 29 de julho de 1991) foi uma atriz espanhola, vedete, dançarina, cupletista e tonadillera.

## Carreira
Antinea nasceu em Jaén, na Andaluzia, em 1915. Na década de 1930, Antinea juntou-se à "Compañía campúa" do Teatro Chueca de Madrid e começou uma carreira como atriz de palco ao lado de nomes como Sarita Montiel, Pedrito Rico e Carmen Amaya. Antinea mudou-se para a Argentina em 1939, onde continuou sua carreira no teatro, trabalhando ao lado de nomes como Tato Bores, Elina Colomer, Fernando Ochoa e Virginia Luque, entre outros.
Na Argentina, Antinea apareceu em alguns filmes. Foi escalada por Leopoldo Torres Ríos para fazer sua estreia no cinema em Los pagares de Mendieta (1939). Em 1940, Antinea apareceu em Explosivo 008, seguido por um papel principal em Las aventuras de Frijolito y Robustiana de 1945. Depois de aparecer no filme de 1950, La Doctora Castañuelas, ela fez sua última aparição no filme The Games Men Play em 1963.

## Vida pessoal
Antinea era casada com Felix Rodriguez, um toureiro de Santander, Espanha. Eles tiveram um filho, Felix Rodriguez Hueso. Depois que eles se divorciaram, ela se mudou para a Argentina com o filho; sua mãe, Pilar Hueso; e seu irmão, Manolo Martinez Hueso. Na Argentina conheceu Enrique D. Kotliarenco, que se tornou seu empresário.

## Filmografia
- Los pagares de Mendieta (1939)
- Explosivo 008 (1940)
- Las aventuras de Frijolito y Robustiana (1945)
- La Doctora Castañuelas (1950)
- The Games Men Play (1963)